# IC 82
IC 82 ist eine Spiralgalaxie vom Hubble-Typ Sb im Sternbild Walfisch am Südsternhimmel. Sie ist schätzungsweise 535 Millionen Lichtjahre von der Milchstraße entfernt und hat einen Durchmesser von etwa 125.000 Lichtjahren.
Im selben Himmelsareal befinden sich u. a. die Galaxien IC 77, IC 78, IC 79, IC 80.
Das Objekt wurde am 30. August 1892 vom französischen Astronomen Stéphane Javelle entdeckt.